# 科罗尼区
科罗尼区（荷蘭語：Coronie）为苏里南的一个区。该区北邻大西洋，东邻萨拉马卡区，西邻尼克里区，南邻锡帕利维尼区。总面积3,902 km²，总人口3,480。区治位于托特内斯。
整个区的高度只在海平面以上数米，几乎所有的土壤都是沉积。

## 历史和经济
科罗尼区是1851年10月10日设立的，当时它的名称为。这个地区的历史可以追溯到英国保护时期（1799至1802年），当时这块地域广大的土地上殖民者可以设立庄园。1808年开始有苏格兰人在这里开辟了棉花庄园，种植棉花和甘蔗。1825至1830年间棉花种植达到了顶峰。尤其从1860年后棉花种植骤减，最后完全被放弃。
1870年后玉米、椰和柑橘属成为主要作物。今天这里的主要产品是椰，因此这里出产大量椰油。椰子渣则被用来饲养猪，因此这里也形成了相当规模的养猪业。
1950年后椰子的种植也下降。今天部分地里也种稻。除此之外，蜂蜜和沼泽地的渔业也有地方性的意义。

## 居民和行政区划
在1972年的人口普查中科罗尼区有3251名居民，当时科罗尼区的面积也只有1622平方公里，因此当时的人口密度为每平方公里两人。1971年当地的人口中2841人属于克里奥罗人、325人属于爪哇人、27人属于印度斯坦人、24人属于汉族人、15人是欧洲人、两人是南美洲土著人、其它15人属于其它人。当地以克里奥罗人为主的特征至今为止没有改变。
1922年的人口数为2700人，1950年为4000人，1964年为3800人。移走的人主要迁往首都帕拉马里博及其附近地区。
当地居民主要集中在贯穿东西的公路上，其中有半数的人集中在两个村落里。
科罗尼区分为三个次分区。
在苏里南议会中科罗尼区有两个席位。

## 风化危险
在科罗尼区的海岸前面有两处泥滩。这两座泥滩因为风化和堆积不断变化。在过去海岸与东西交通公路之间的距离在一至四千米之间。虽然在整个苏里南的海岸始终有这样的变化，但是在科罗尼区的变化最强烈。从1957年还是风化的过程占上风，因此整个海岸线受威胁。

### 气候
科罗尼区的气候很特殊，其年均降雨量在1600至1700毫米左右，非常少。
5°45′49″N 56°16′40″W / 5.76361°N 56.27778°W